# 杜佛
杜弗 （英語：Dover）是女皇镇新镇的分区，位置在女皇镇新镇的西北部。 区内的主要设施包括住宅，学府等。

## 名字由来
杜弗所处的位置曾是英国的军事基地，因此这地带的路名往往与英国有关（多数与肯特郡息息相连）。多佛尔是肯特郡的一个郡，名字在肯特郡语中代表着水而其灵感来之附近的英吉利海峡。新加坡的杜弗区因此以英国的多佛尔郡而命名。

## 主要设施
- 杜佛地铁站、波那维斯达地铁站、纬壹地铁站
- 南华中学、新加坡理工学院、新加坡新躍社科大學[5]、新加坡国立大学等学府
- 新加坡教育部总部[6]

## 图片集

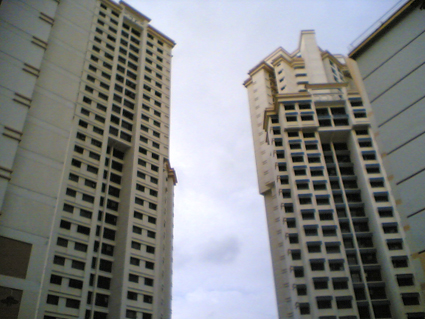
杜弗弯的政府组屋（32层楼高）
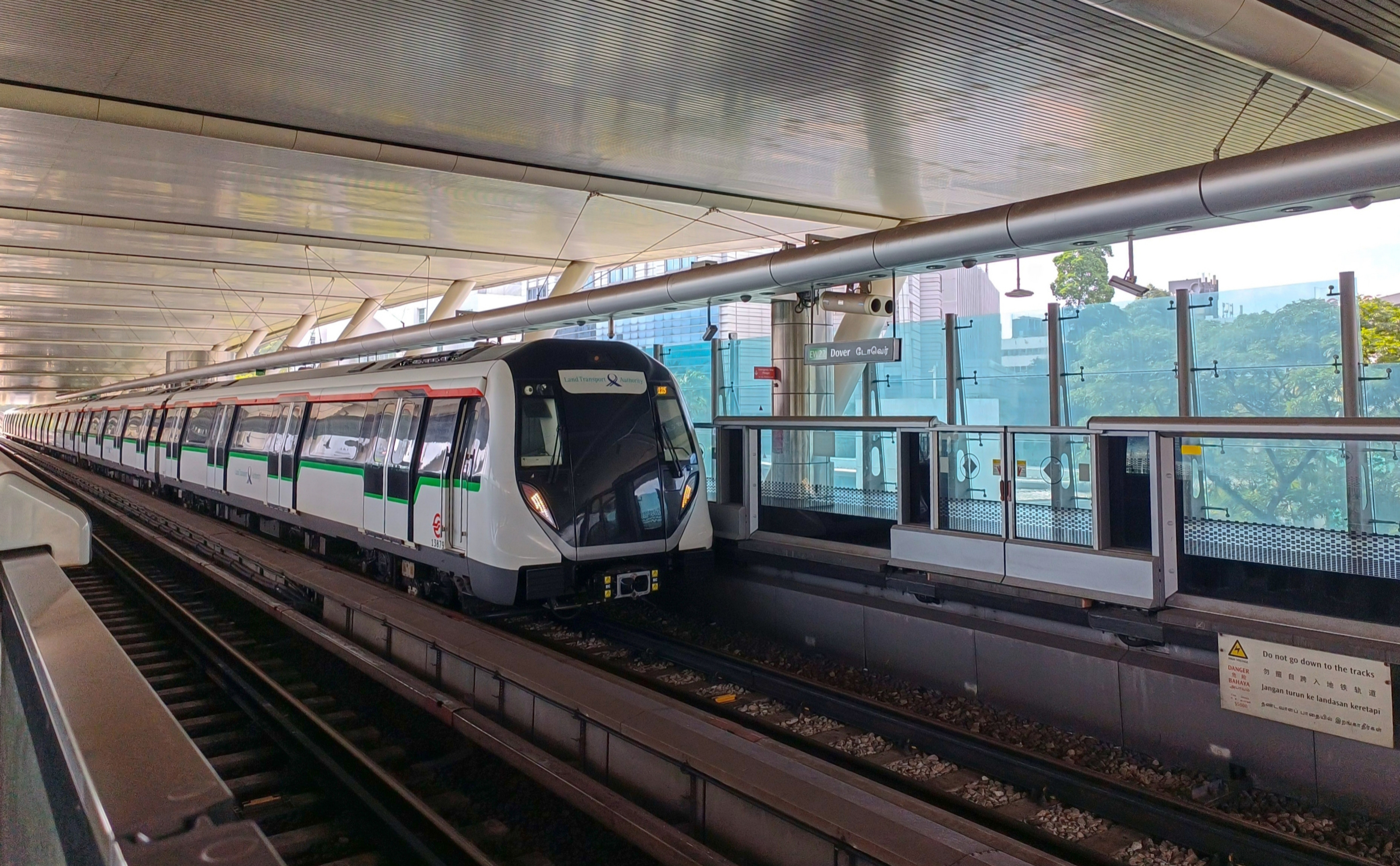
杜弗地铁站
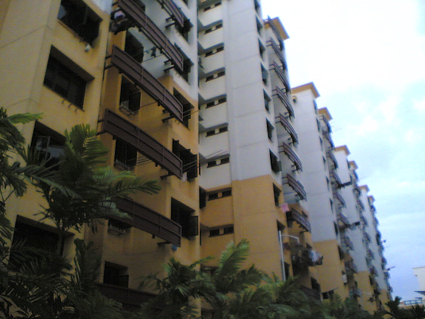
杜弗弯的政府组屋（12层楼高）